# Amomum pierreanum
Amomum pierreanum är en enhjärtbladig växtart som beskrevs av François Gagnepain. Amomum pierreanum ingår i släktet Amomum och familjen Zingiberaceae. IUCN kategoriserar arten globalt som livskraftig. Inga underarter finns listade i Catalogue of Life.